# Ray Li
Ray Li (кит. трад. 瑞丽, пиньинь Ruìlí) — ежемесячный журнал о моде, издаваемый в Пекине, Китай, с региональными офисами в Гуанчжоу и Шанхае, ориентирован на состоятельных городских женщин в возрасте от двадцати до тридцати лет. Журнал является китайской версией одноименного японского журнала.

## История и описание
Ray Li был основан в 1995 году. Издатели — China Light Industry Publishing Press и Rayli Magazine House. Журнал выходит ежемесячно и имеет штаб-квартиру в Пекине.
Большинство статей — из японских модных журналов с местной рекламой. Существует три версии журнала, каждая из которых предназначена для определенных возрастов. Одна для женщин от 20 лет, одна для женщин в возрасте от 30 лет и версия для высокой моды. Журнал имеет сестринские бренды в других отраслях.